# Голл, Ярослав
Ярослав Голл (1846—1929) — чешский историк и поэт.

## Биография
Ярослав Голл родился 11 июля 1846 года в Хлумец-над-Цидлиноу.

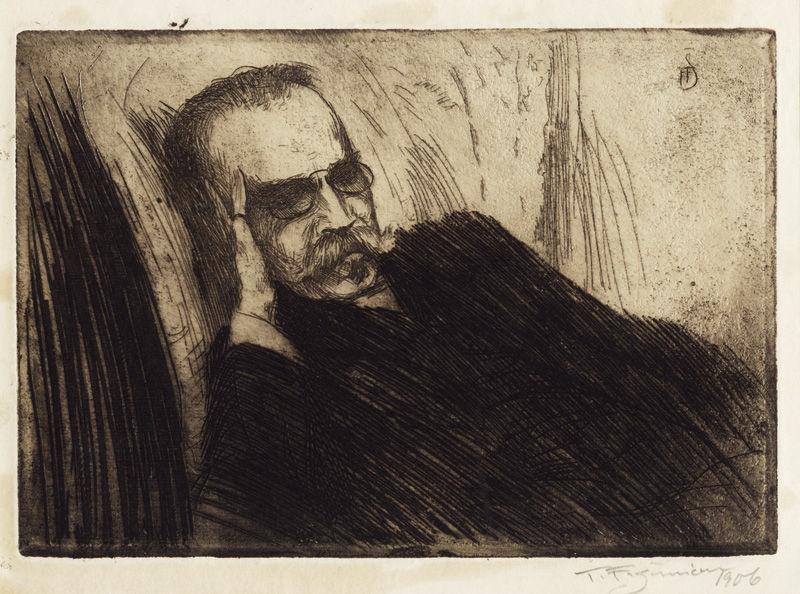
Портрет Голла
Худ. Т. Ф. Шимон

Был доцентом, затем профессором истории в Праге. Он открыл и обнародовал в «Часописи» Чешского музея много новых материалов по истории Реформации в Богемии и о жизни Иеронима Пражского, «Хронику Яна Жижки» и др.
Основатель позитивистского направления в чешской исторической науке, так называемой школы Голла, провозгласившей невозможность познания законов исторического развития и поэтому призывавшей изучать лишь отдельные проблемы истории. Член-корреспондент СПбАН c 29.11.1914 — по историко-филологическому отделению (разряд историко-политических наук).
Ярослав Голл умер 8 июля 1929 года в городе Праге.

## Труды
- «Die französische Heirat; Frankreich u. England 1624 u. 1625» (1876),
- «Quellen u. Untersuchungen zur Geschichte der Böhmischen Brüder» (1878);
- «Der Vertrag von Altranstädt» (1879).
- Из его стихотворений (1871) особенно выдаются талантливые «песни изгнанников» и баллады.